# Morti nel 1964/Giugno
| Questa pagina contiene informazioni ricavate automaticamente dalle voci biografiche con l'ausilio del template Bio e di un bot. L'aggiornamento è periodico e automatico e ricostruisce completamente la pagina. Se manca una persona in questa lista, sei pregato di non aggiungerla, ma accertati piuttosto che la sua voce biografica contenga il template Bio e che i dati anagrafici siano correttamente compilati. Se il template Bio manca, inseriscilo tu stesso o, in alternativa, metti l'avviso {{tmp\|Bio}} che ne segnala la mancanza. Se i dati riportati sono sbagliati, correggi direttamente la voce biografica; le modifiche saranno visibili in questa lista entro pochi giorni. Per chiarimenti vedi il progetto biografie. La lista contiene solo le 61 persone che sono citate nell'enciclopedia e per le quali è stato implementato correttamente il template Bio. Pagina aggiornata al 3 mar 2024. |

- 2 giugno - Maximino Martínez, botanico messicano (n. 1888)
- 3 giugno - Renato Dall'Ara, imprenditore e dirigente sportivo italiano (n. 1892)
- 3 giugno - Frans Eemil Sillanpää, scrittore finlandese (n. 1888)
- 3 giugno - João Silva Tavares, poeta, scrittore e drammaturgo portoghese (n. 1893)
- 4 giugno - Hans Ludwig, ciclista su strada e pistard tedesco (n. 1885)
- 5 giugno - Lauge Koch, geologo e esploratore danese (n. 1892)
- 5 giugno - Leslie Joy Whitehead, militare canadese (n. 1895)
- 6 giugno - Guy Banister, investigatore statunitense (n. 1901)
- 6 giugno - Riccardo Gualino, imprenditore, mecenate e collezionista d'arte italiano (n. 1879)
- 6 giugno - Giuseppe Landi, sindacalista e politico italiano (n. 1895)
- 6 giugno - Virgilio Nasi, avvocato e politico italiano (n. 1880)
- 6 giugno - Lino Oldrini, politico italiano (n. 1907)
- 6 giugno - Albina Osipowich, nuotatrice statunitense (n. 1911)
- 6 giugno - Robert Warwick, attore statunitense (n. 1878)
- 7 giugno - Sylvia Breamer, attrice australiana (n. 1897)
- 7 giugno - Meade Lux Lewis, pianista e compositore statunitense (n. 1905)
- 7 giugno - Pamela Moore, scrittrice statunitense (n. 1937)
- 7 giugno - Vittorio De Caprariis, storico e giornalista italiano (n. 1924)
- 9 giugno - Max Aitken, I barone di Beaverbrook, editore e politico britannico (n. 1879)
- 9 giugno - Niels Turin-Nielsen, ginnasta danese (n. 1887)
- 10 giugno - Louis Gruenberg, compositore e musicista russo (n. 1884)
- 10 giugno - Giovanni Jacometti, agronomo e politico italiano (n. 1874)
- 10 giugno - Rudolf Konrad, generale tedesco (n. 1891)
- 11 giugno - Plaek Phibunsongkhram, generale e politico thailandese (n. 1897)
- 11 giugno - Adelaide di Schleswig-Holstein-Sonderburg-Glücksburg, principessa (n. 1889)
- 12 giugno - Paul Carpenter, attore e cantante canadese (n. 1921)
- 13 giugno - Fermo Melotti, operaio e partigiano italiano (n. 1912)
- 13 giugno - Martino Mario Moreno, diplomatico e orientalista italiano (n. 1892)
- 13 giugno - Michail Michajlovič Nazvanov, attore sovietico (n. 1914)
- 14 giugno - Raffaele Mancini, calciatore italiano (n. 1913)
- 14 giugno - Piero Monico, avvocato italiano (n. 1899)
- 15 giugno - Schuyler Carron, bobbista statunitense (n. 1921)
- 16 giugno - Lidia Klement, cantante sovietica (n. 1937)
- 16 giugno - Hikmet Suleyman, politico iracheno (n. 1889)
- 17 giugno - Clarence G. Badger, regista, sceneggiatore e produttore cinematografico statunitense (n. 1880)
- 17 giugno - Carlo Corna, calciatore e allenatore di calcio italiano (n. 1891)
- 18 giugno - Angelo Cecchelin, attore e comico italiano (n. 1894)
- 18 giugno - Kurt Latte, filologo classico tedesco (n. 1891)
- 18 giugno - Ermogene Miraglia, pittore italiano (n. 1907)
- 18 giugno - Giorgio Morandi, pittore e incisore italiano (n. 1890)
- 18 giugno - Per Nilsson, ginnasta svedese (n. 1890)
- 18 giugno - Olaf Syvertsen, ginnasta norvegese (n. 1884)
- 19 giugno - Borocotó, giornalista, scrittore e sceneggiatore uruguaiano (n. 1902)
- 19 giugno - William Dzus, ingegnere ucraino (n. 1895)
- 19 giugno - Hans Moser, attore austriaco (n. 1880)
- 19 giugno - Emil Vesa, militare e aviatore finlandese (n. 1912)
- 20 giugno - Edgar Barrier, attore statunitense (n. 1907)
- 20 giugno - Banner Johnstone, canottiere britannico (n. 1882)
- 20 giugno - Vasilij Ivanovič Kuznecov, generale sovietico (n. 1894)
- 21 giugno - Henryk Sztompka, pianista polacco (n. 1901)
- 22 giugno - Jan Mertens, ciclista su strada belga (n. 1904)
- 23 giugno - Gino Rovere, imprenditore, dirigente sportivo e pilota automobilistico italiano (n. 1901)
- 23 giugno - Frank Scully, giornalista e scrittore statunitense (n. 1892)
- 24 giugno - Stuart Davis, pittore statunitense (n. 1892)
- 24 giugno - Georg Kießling, calciatore tedesco (n. 1903)
- 25 giugno - Gerrit Rietveld, architetto e artigiano olandese (n. 1888)
- 25 giugno - Augusta Maria di Baviera, nobile tedesca (n. 1875)
- 26 giugno - Eberardo Villalobos, calciatore cileno (n. 1908)
- 27 giugno - Mona Barrie, attrice inglese (n. 1909)
- 29 giugno - Eric Dolphy, polistrumentista e compositore statunitense (n. 1928)
- 30 giugno - Nathan Roscoe Pound, giurista e insegnante statunitense (n. 1870)